# Mackov
Mackov (německy Motzdorf, Matzdorf) byl součástí obce Fláje na hřebeni Krušných hor, v nadmořské výšce 818 metrů. Nacházel se mezi obcí Fláje, Oldříš a Vilejšov. Dnes spadá do území města Oseku v okrese Teplice.

## Historie
Obec byla součástí panství Duchcov. Hlavní obživou obyvatelstva byl chov dobytka, pěstování brambor a zelí a výroba šindelů. Lidově se tato oblast označovala též jako Keil (což souviselo s pronikáním saského obyvatelstva na české území v době raného novověku).
Po druhé světové válce bylo německé obyvatelstvo obce vysídleno. V roce 1947 byl změněn úřední název sídla z Matzdorf na Mackov. Z důvodu vybudování vodního díla Fláje byla obec kvůli zřízení ochranného pásma v roce 1955 zrušena. Dnes lze v místě obce nalézt pouze zbytky původních domů; její katastrální území je přičleněno k městu Osek.
Budova transformátorovny je významným orientačním bodem Krušnohorské magistrály, která bývalým sídlem prochází.

## Obyvatelstvo
Při sčítání lidu v roce 1921 zde žilo 251 obyvatel (z toho 111 mužů), z nichž bylo 249 Němců a dva cizinci. Až na dva evangelíky se hlásili k římskokatolické církvi. Podle sčítání lidu z roku 1930 měla vesnice 265 obyvatel německé národnosti, kteří byli, až na jednoho evangelíka, členy římskokatolické církve.
|           | 1869 | 1880 | 1890 | 1900 | 1910 | 1921 | 1930 | 1950 |
| --------- | ---- | ---- | ---- | ---- | ---- | ---- | ---- | ---- |
| Obyvatelé | 340  | 341  | 305  | 305  | 280  | 251  | 265  | 15   |
| Domy      | 63   | 64   | 62   | 64   | 61   | 59   | 54   | 39   |

## Zaniklé památky
- Pomník padlým v první světové válce (1919–1920) – autor Paul Heinkelmann, kamenosochař z Teplic-Šanova[5]

## Osobnosti
- Franz Martin Schindler – teolog, politik